# Китион

Китион на карте городов-государств древнего Кипра

Китион (др.-греч. Κίτιον, лат. Citium, финик. 𐤊𐤕 / 𐤊𐤕𐤉 Kt / Kty) — город-государство эпох бронзового и железного веков в южной части Кипра.

## География и история
Древний город Китион находится на территории современной Ларнаки, в её северной части. Его открытый археологическими раскопками центр лежит примерно в 500 метрах от городского Археологического музея. Древний город, обнаруженный английскими учёными при работах по осушению местных болот ещё в 1879 году, относится к позднему бронзовому веку и простирается приблизительно на 1200 метров на юг. В XII веке до н. э. город был окружён циклопическими крепостными стенами, в местной культуре чувствуется микенское влияние. Позднее Китион контролируют финикийцы, что доказано обнаруженными здесь захоронениями и храмом Астарты, крупнейшим из обнаруженных до сих пор. Площадь его составляет 27х9 метров, святилище площадью в 22х2,5 метров представляет собой возвышение, на котором располагались статуи трёх божеств, с алтарём перед ними. Городским же божеством Китиона был Решеф.
Согласно сообщениям Иосифа Флавия, своё название Китион получил по имени сына Гомера, Кетима, владевшего островом «Кетима» (Кипр). По его же данным, со ссылкой на Менандра Эфесского, Китион был вассалом царя Сидона Элулая. В 730 году до н. э. город поднял восстание, подавленное Сидоном. Наследник Элулая в Китионе, некий Иттобаал, был захвачен ассирийцами и казнён. В 1845 году здесь была обнаружена так называемая стела Китиона, указывающая на подчинённость города в VIII—VII веках до н. э. Ассирии.
Царь Китиона Пумьятон признал над собой власть Александра Македонского и был последним оставлен в качестве правителя. С 322 года до н. э. он начинает чеканить собственную монету. В 312 году до н. э. после заключения союзного договора с правителем Фригии Антигоном I Пумьятон был убит по указанию царя Египта Птолемея I.
Китион был родным городом древнегреческого философа Зенона Китийского, основателя стоической школы в древнегреческой философии.
В соответствии с легендой в «Сказании о святой горе Афонской» епископом кипрского «Китейского города» был поставлен Лазарь Четверодневный. Однако, видимо, предание возникло в Константинополе в первой половине 10 века и было уже потом занесено на Кипр.
Значительная часть находок, сделанных при археологических раскопках в Китионе, хранится в Британском музее в Лондоне.

### Цари Китиона
Со времён подчинения Древней Персии цари Китиона носили также титул царей Идалиона.
- Баалмилкон I., ок. 475 г. до н. э.
- Милкьятон, сын Баалрома, ок. 392—362 до н. э.
- Пимьятон, сын Милкьятона, 362—312 до н. э.